# Trận Tà Lùng
Trận Tà Lùng là cuộc công kích đồn Tà Lùng, tỉnh Cao Bằng do Việt Nam Quang phục Hội dưới sự chỉ đạo của Hoàng Trọng Mậu, Nguyễn Hải Thần & Phan Bội Châu với hoàng thân Kỳ Ngoại hầu Cường Để làm hội chủ. Đây là một trong số những cuộc khởi nghĩa đầu thế kỷ 20 của người Việt chống lại chính quyền Bảo hộ.

## Diễn biến
Vào đêm 12, rạng ngày 13 Tháng Ba, 1915 nghĩa quân do Đinh Hồng Việt chỉ huy kéo đánh ngôi đồn biên giới này hầu lập căn cứ trên đất Việt sửa soạn cho cuộc tổng khởi nghĩa. Xuất phát từ Long Châu, tỉnh Quảng Tây, Trung Hoa 100 nghĩa binh khai hỏa đánh đồn. Sau hơn một giờ giao tranh mà không phá được, nghĩa quân phải rút lui về Trung Quốc khi trời dần sáng. Quân Pháp dưới sự chỉ huy của trung sĩ Kentainger lúc đó phản công cùng lúc quân tiếp viện đến cứu đồn. Để thanh trừng dân chúng trong vùng, hai ngôi làng Pia Quang và Po Tap bị phá vì tội chứa chấp nghĩa quân.
Đinh Hồng Việt và Hoàng Trọng Mậu sau trốn qua Xiêm hoạt động nhưng bị người Thái Lan bắt và giao lại cho Pháp trong số 29 nhà cách mạng đang nương náu ở đất Xiêm. Trên đường bị giải về nước, Địch Sơn nhảy xuống biển tự tử. Hoàng Trọng Mậu và Đinh Hồng Việt cùng ba đồng chí khác bị chém đầu.
Trận Tà Lùng không đem lại thành quả quân sự nhưng được cho là "tiếng súng cách mạng đầu tiên".